# Medida de independencia funcional
La Medida de la independencia funcional (MIF), fue desarrollada en los años ochenta por un consorcio del congreso americano de rehabilitación y la academia americana de medicina física y rehabilitación. Fue diseñado para la valoración de daño cerebral, añadiendo doce áreas más para tener en cuenta también las alteraciones cognitivas y psicosociales. Se creó con la idea de crear un índice de medida global de incapacidad similar al Barthel pero con mayor sensibilidad y que tuviera en cuenta las alteraciones cognitivas y psicosociales que el índice de Barthel no incluía. Es de gran aceptación y uso en los Estados Unidos.

## Descripción
La FIM es el instrumento más ampliamente aceptado como medida de funcionalidad en el ámbito de la rehabilitación y en la medición de la capacidad global del paciente ingresado en rehabilitación. Discrimina pacientes según edad, comorbilidad y destino al alta. Se desarrolló ante la falta de una medida uniforme de la discapacidad y de los resultados tras el tratamiento rehabilitador.
En ella se evalúan 18 ítems divididos en seis categorías, que se denominan de cuidado personal, control de esfínteres, movilidad, locomoción, comunicación y cognición social en relación con las actividades de la vida diaria básicas e instrumentales. Cada ítem puede evaluarse en siete niveles de 1(asistencia total)  a 7 (independencia total) de acuerdo con el nivel de ayuda, de tal forma que el resultado final total puede registrarse entre 18 (mínimo) a 126 (máximo); para obtenerla se suman los valores obtenidos en las áreas motora y cognitiva. La puntuación motora va desde los 13 a los 91 puntos y la puntuación cognitiva, desde 5 a 35 puntos (Tabla 1).
| Tabla 1.Descripción Functional Independence Measure (FIM) |
| --- |
| Descripción |
| Permite valorar la función motora y la función cognitiva |
| Forma de Administración |
| Recogida de información a través de un cuestionario heteroadministrado |
| Población Diana |
| Administrado a cualquier persona que requiera de una valoración de la capacidad funcional (se recomienda en especial a los pacientes en rehabilitación física) |
| Argumentos para su selección |
| - Ampliamente utilizada por los profesionales de rehabilitación. - Muy útil para monitorizar los progresos de un paciente en tratamiento rehabilitador. - Amplia experiencia en la utilización de esta escala tanto en nuestro país como en otros del entorno. |
| Valoración |
| Esta escala diferencia dos niveles: - No necesita ayuda con dos puntuaciones: 7 completamente independiente, 6 independiente con cierta limitación. - Necesita ayuda con dos subniveles: Dependencia moderada con varias puntuaciones: 5 supervisión 4 mínima asistencia 3 moderada asistencia Dependencia completa con dos puntuaciones: 2 asistencia máxima 1 total asistencia |
| Tiempo de administración |
| Su administración requiere de 20 a 30 minutos |

La recogida de los datos debe ser de lo que el paciente realiza de forma habitual y no de lo que el paciente es capaz de hacer o ha realizado de forma ocasional. Si hay funciones que el paciente es solo capaz de realizarlas en determinados ambientes o en determinadas horas del día se debe recoger la puntuación más baja.
Para realizarlo se toman los datos en las primeras 72 horas del ingreso, la segunda recogida de datos se realiza en las 72 horas posteriores al alta y la última recogida de datos se realiza entre los 80 y 180 días tras el alta.

## Escala FIM
La escala FIM evalúa las actividades de la vida diaria básicas e instrumentales mediante ítems que corresponden a unas puntuaciones determinadas (Tabla 2). Además, cada uno de los siguientes ítems serán puntuados de 1 a 7 sobre la base de la relación que existe entre el grado de dependencia y el nivel de funcionalidad del paciente.
(Tabla 2). Escala FIM
| Categorías | Dominio   |
| --- | --------- |
| Autocuidado - Alimentación - Arreglo personal - Baño - Vestido hemicuerpo superior - Vestido hemicuerpo inferior - Aseo perineal | Motor     |
| Control de esfínteres - Control de la vejiga - Control del intestino                                                             | Motor     |
| Movilidad - Traslado de la cama a silla o silla de ruedas - Traslado en baño - Traslado en bañera o ducha                        | Motor     |
| Ambulación - Caminar/desplazarse en silla de ruedas - Subir y bajar escaleras                                                    | Motor     |
| Comunicación - Comprensión - Expresión                                                                                           | Cognitivo |
| Conocimiento Social - Interacción social - Solución de problemas - Memoria                                                       | Cognitivo |

## Características
La FIM tiene una gran capacidad discriminativa y consistencia interna para pacientes en rehabilitación, es un buen indicador de la cantidad de cuidados y demuestra respuestas y capacidad para medir cambios en el tiempo. En numerosos artículos de evaluación de las pruebas psicométricas se ha demostrado validez, fiabilidad y sensibilidad
Se detectan cambios de la capacidad funcional significativos a los 3 y 6 meses post-traumatismo mediante la FIM Motor y la FIM Cognitivo. La FIM discrimina entre traumas mayores y menores y es un indicador recomendado de discapacidad y hándicap post-trauma. La utilización de la FIM a través del sistema de datos uniformes para rehabilitación, proporciona información que admite mejorar los esfuerzos del programa de rehabilitación de los pacientes ingresados, basándose la eficiencia en la educación del personal, feedback del equipo, formulación de alternativas clínicas e identificación de áreas de mejora potencial que pueden no apreciarse únicamente con la utilización de sistemas de información interna. La validez de construcción de la FIM está demostrada, tiene gran fiabilidad test-retest y para personas de 80 o más años de edad puede ser un instrumento muy útil en la valoración funcional.
Hay una gran correlación entre la puntuación FIM en admisión y al alta. Puede emplearse para realizar cambios durante la rehabilitación del paciente ingresado y para contrastar diferentes unidades de rehabilitación.
En el hospital y en el domicilio se ha demostrado la fiabilidad intraobservador de los ítems motores en la FIM, pero falla la fiabilidad interobservador en los ítems de transferencias, locomoción, interacción social y cognitivo-sociales. En pacientes con Esclerosis Múltiple, en la escala cognitiva FIM muestra un efecto techo notable, limitando su utilidad en la medición de resultados en este proceso.
Por otro lado, en rehabilitación neurológica la valoración de los déficits motores es sobre todo cualitativa y carece de estandarización. Algunos autores la critican por  la falta de sensibilidad para detectar cambios clínicos, inadecuada para los niveles de asistencia ambulatoria y requerir un importante entrenamiento para lograr su correcta aplicación (Tabla 3).
| (Tabla 3)                           | Características más significativas de la escala FIM |
| ----------------------------------- | --- |
| Objetivo                            | Valoración Funcional y Global |
| Características                     | 18 ítems: 13 Motores y 5 Cognitivos |
| Precisión o Fiabilidad              | - Buena para ítems Motores - Mala para ítems Cognitivos |
| Entrenamiento                       | Requiere entrenamiento |
| Validez                             | Sí. Aumenta en ítems motores separados de los cognitivos Intrahospitalaria |
| Patologías varias                   | Las mismas Patologías varias. Los lesionados medulares tienen una escala derivada más apropiada (the spinal cord independence measure). En los TCE no sirve para valorar calidad de vida. |
| Viabilidad                          | Sí |
| Sencilla                            | Sí |
| Instrucciones precisas              | No |
| Cálculo de puntuación               | Sí |
| Entrenamiento                       | Sí |
| Poco tiempo                         | No |
| Adaptación transcultural            | Sí |
| Sensible a los cambios clínicos     | - Sí - Sensibilidad alta |
| Escala                              | Escala observacional |
| Predicción de estancia hospitalaria | Sí |
| ¿Qué estudia?                       | Indicador básico de la severidad de la incapacidad |
| ¿Qué valora?                        | - Valora lo que el individuo hace y no lo que es capaz de hacer - Valora el nivel de bienestar o satisfacción Valora la necesidad de asistencia                                           |

## Escala FIM y patologías
La escala de FIM, junto con la Escala de Ashworth modificada y la de Fugl-Meyer son las más utilizadas para valoración motora en déficits neurológicos en Rehabilitación.
Esta escala no es del todo eficaz en los pacientes con TCE y hemorragia subaracnoidea porque las esferas cognitiva, del lenguaje y del comportamiento no son evaluados con detenimiento. Además, la FIM muestra un efecto techo notable en pacientes con esclerosis múltiple, lo cual limita su utilidad en la medición de resultados en el proceso cognitivo.